# Ny Gruis
Ny Gruis (ν Gruis, förkortat Ny Gru, ν Gru) som är stjärnans Bayerbeteckning, är en ensam stjärna belägen i den norra delen av stjärnbilden Tranan. Den har en skenbar magnitud på 5,47 och är synlig för blotta ögat där ljusföroreningar ej förekommer. Baserat på parallaxmätning inom Hipparcosuppdraget på ca 11,4 mas, beräknas den befinna sig på ett avstånd på ca 285 ljusår (ca 87 parsek) från solen.

## Egenskaper
Ny Gruis är en gul till vit jättestjärna i huvudserien av spektralklass G9 III. Den har en radie som är ca 9 gånger större än solens och utsänder från dess fotosfär ca 57 gånger mera energi än solen vid en effektiv temperatur av ca 4 900 K.
Ny Gruis har en visuell följeslagare av magnitud 12,50, inte synlig ens med en kikare, belägen med en vinkelseparation på 21,70 bågsekunder vid en positionsvinkel på 74° år 2011.